# Cementerio de Santa Ifigenia
El Cementerio de Santa Ifigenia, oficialmente Cementerio Patrimonial de Santa Ifigenia es el camposanto, necrópolis y panteón principal del Oriente cubano y de la ciudad de Santiago de Cuba. Se encuentra ubicado al oeste de la ciudad, más específicamente en el Distrito José Martí y resalta por ser lugar de descanso de los restos mortales de un gran número de próceres y personajes insignes en la historia y cultura de Cuba, entre ellos José Martí y Fidel Castro.

## Historia
Fue inaugurado en febrero de 1868 y en abril del mismo año se realizaron los primeros sepelios. Fue declarado monumento nacional en 1937 y ratificado por el gobierno de Fidel Castro en 1979. Contiene los restos de 32 generales de las guerras de independencia de Cuba y los de un gran número de quienes asaltaron el Cuartel Moncada.
El mausoleo más importante está dedicado a José Julián Martí Pérez, el Héroe Nacional, quien estuvo sepultado junto al resto de los veteranos mambises desde 1947 hasta 1951, siendo inaugurado el 30 de junio de ese año el actual sepulcro, que se encuentra custodiado por una guardia de honor permanente desde 2002.
Entre las figuras históricas sepultadas en el cementerio se encuentran:
- José Martí (Héroe nacional)
- Carlos Manuel de Céspedes (Padre de la Patria)
- Mariana Grajales
- José Maceo
- Fidel Castro (líder de la Revolución cubana)
- Tomás Estrada Palma (primer Presidente de la República de Cuba)
- Tony Alomá
- María Cabrales
- Federico Capdevila
- Elvira Cape
- Emilio Bacardí Moreau
- Frank País
- Josué Pais
- Otto Parellada
- Pepe Sánchez
- Francisco Repilado (Compay Segundo)
- Pepito Tey

El 25 de noviembre de 2016, el entonces Presidente del Consejo de Estado y de Ministros Raúl Castro, informó a Cuba y el mundo de la muerte de su hermano Fidel, líder histórico de la Revolución Cubana y quien estuvo al frente del país por casi cinco décadas, y el 4 de diciembre de 2016 se realizó su inhumación en este cementerio.

## Galería

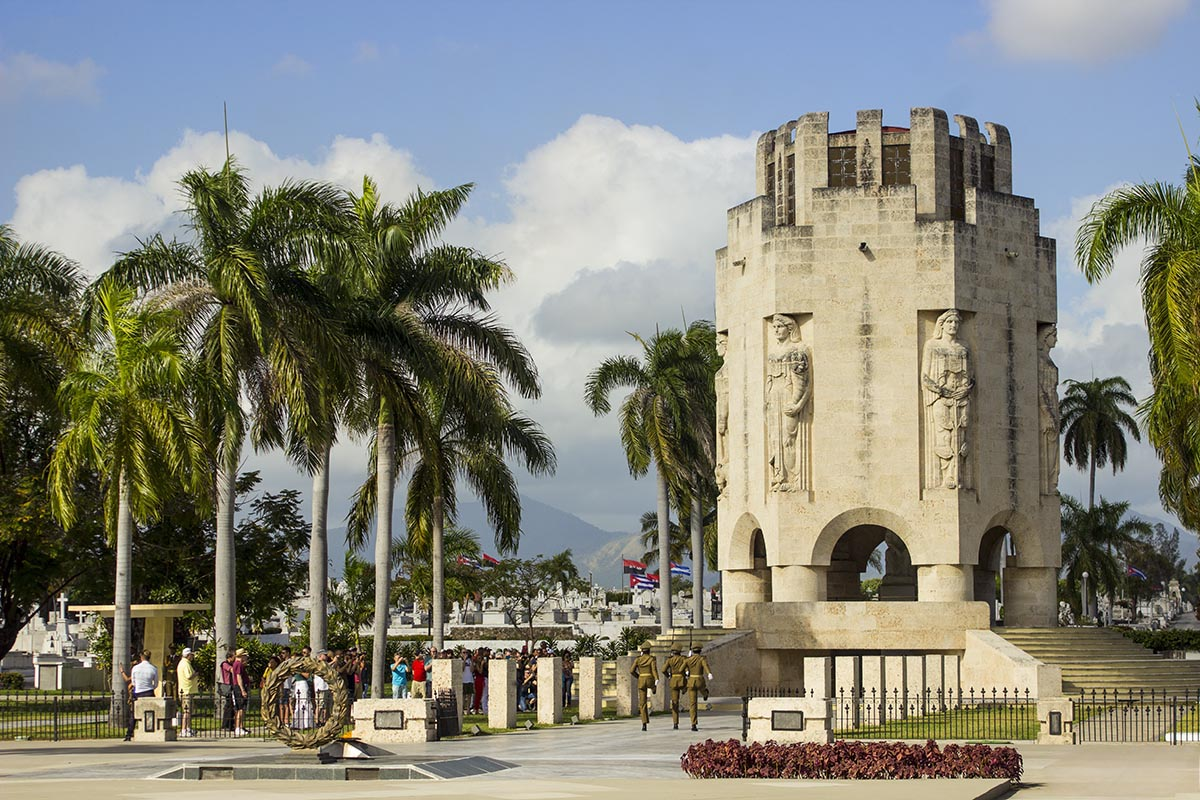
Mausoleo dedicado al héroe nacional José Martí.
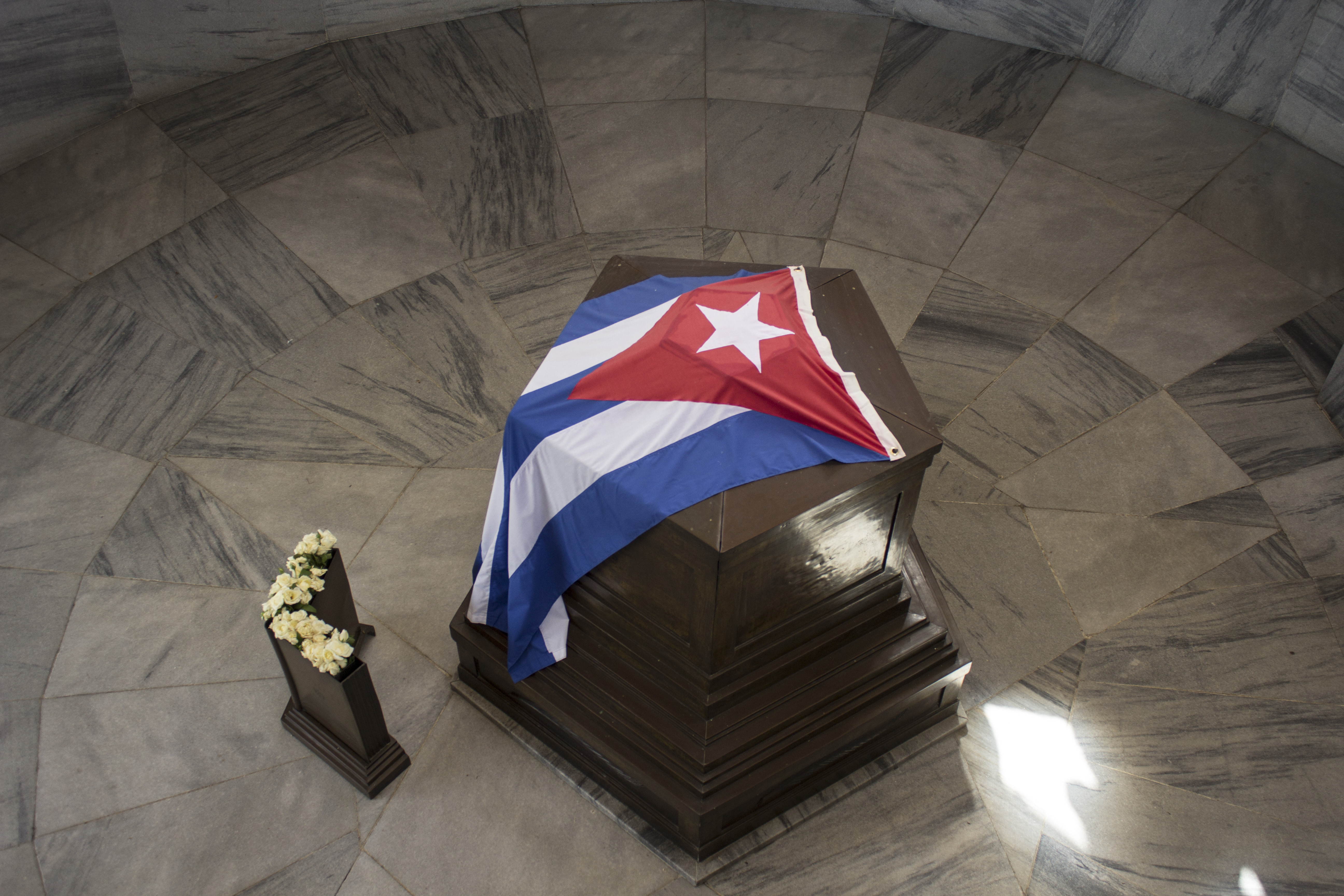
Tumba de José Martí.
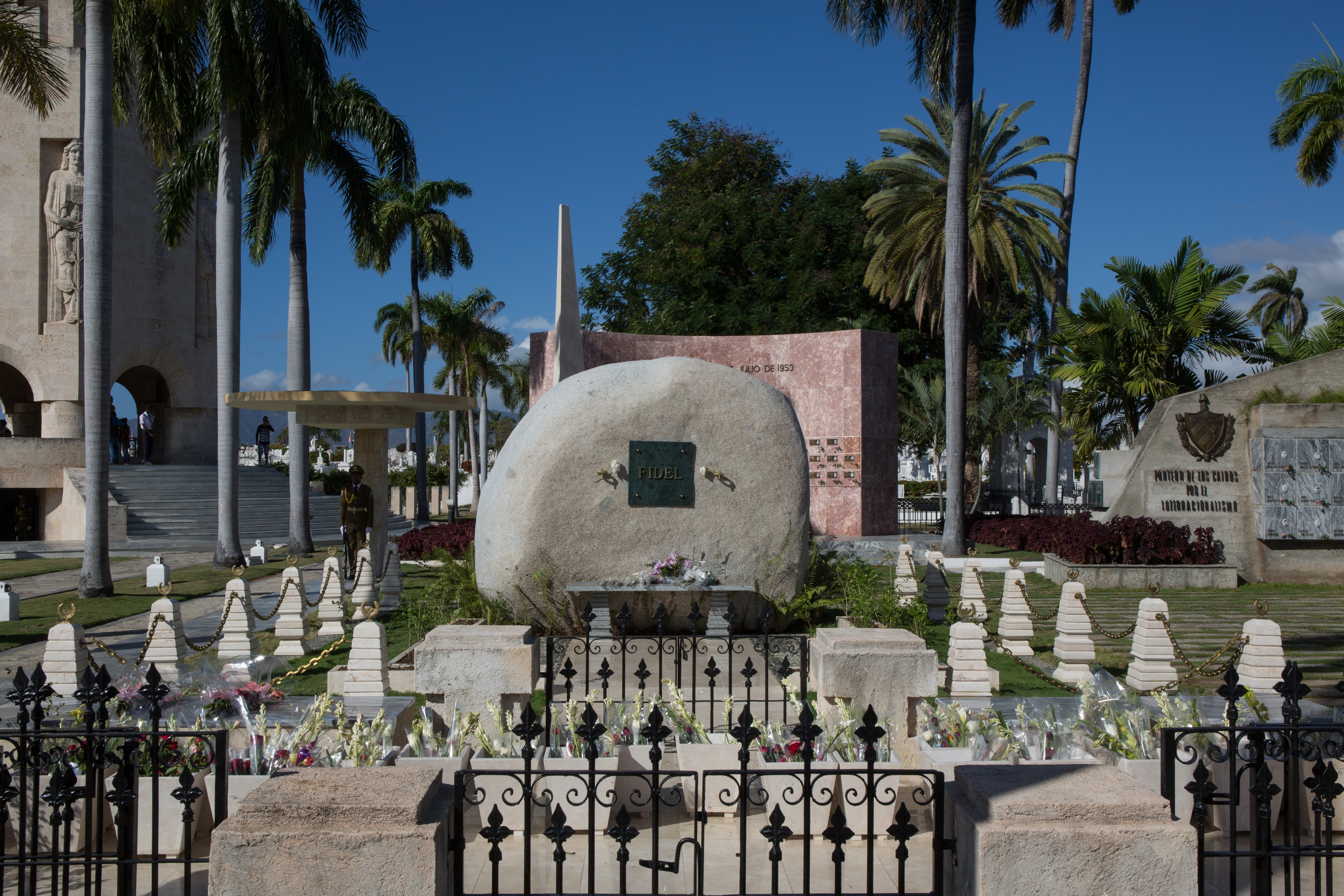
Tumba de Fidel Castro.
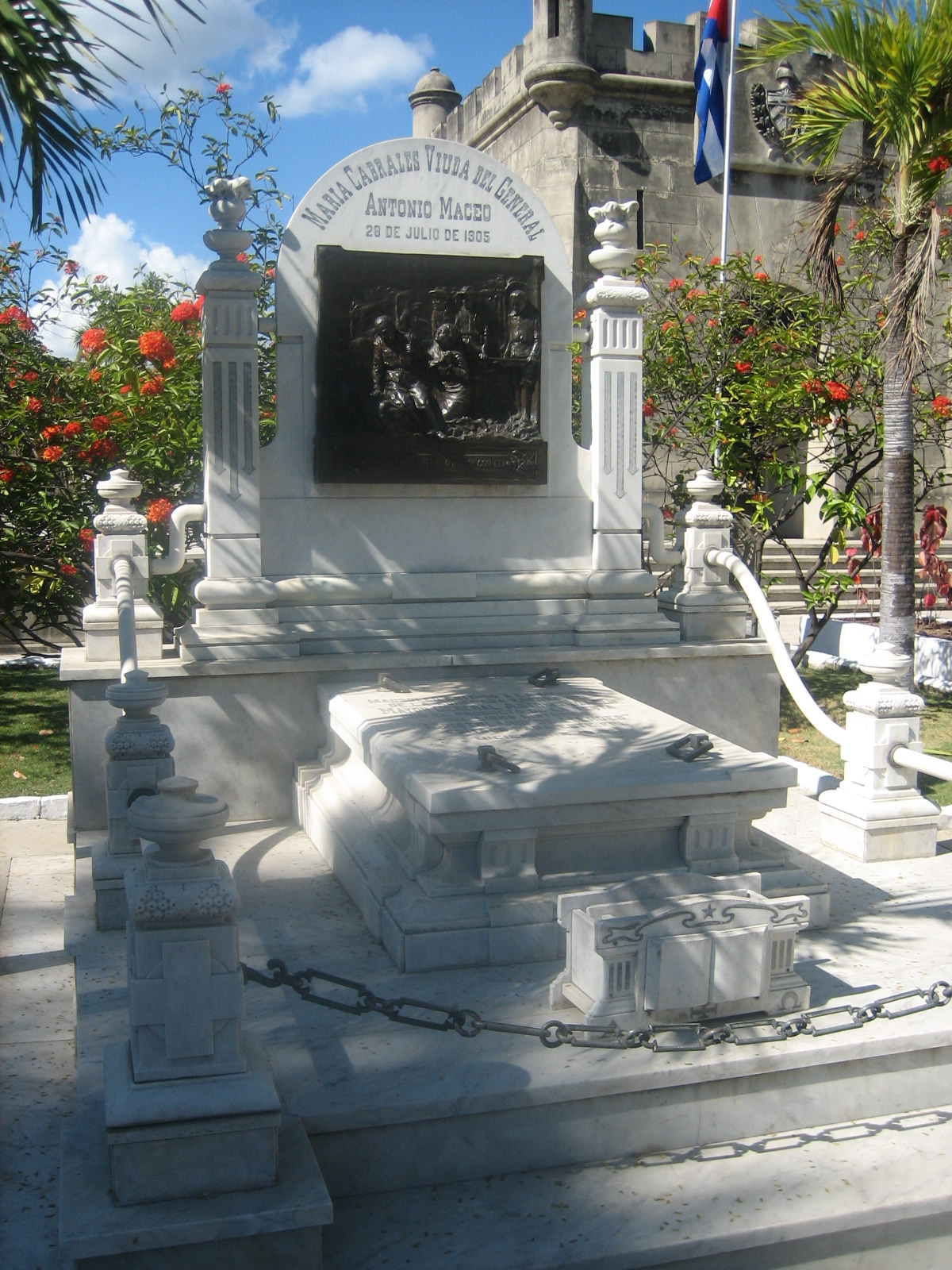
Tumba de María Cabrales, viuda de Antonio Maceo.